# Восстание фрисландских крестьян
Восстание фрисландских крестьян (з.-фриз. Swarte Heap) — крестьянское восстание против власти Габсбургов, длившееся с 1515 по 1523 год.
Вождём восстания был крестьянин Пьер Герлофс Дониа, хозяйство которого было сожжено, а родственники убиты ландскнехтами. Когда Габсбурги наняли ландскнехтов для подавления борьбы двух враждовавших партий — схирингеров и феткоперов, Дониа объявил Габсбургам войну, собрал армию из недовольных крестьян и организовал восстание.
Войска повстанцев вели тактику партизанской войны и вскоре одержали несколько побед. Самый крупный успех пришёл к ним на море, когда Дония потопил 28 кораблей голландцев. 
Повстанцы также получили финансовую поддержку от Карла II, герцога Гелдерна, который претендовал на герцогство Гельдерн в противовес дому Габсбургов. Также герцог выслал повстанцам армию наёмников под командованием Маартена ван Россума. Однако, когда в 1520 году те начали проигрывать, герцог прекратил помогать им деньгами. После этого повстанцам стало нечем оплачивать услуги наёмной армии. Помимо этого, в 1519 году здоровье Донии ухудшилось, и он возвратился на ферму, где умер в 1520 году. Его похоронили в церкви Святого Бавона.
Контроль над войсками взял на себя лейтенант Донии Виерд Йелкама. После нескольких незначительных побед, повстанцы стали всё чаще терпеть поражения, и в 1523 году Йелкама и остатки его армии были взяты в плен. Йелкама и оставшиеся фризские и гелдернские повстанцы были обезглавлены, что положило конец восстанию.